# Темша
Темша — река в России, протекает в Любимском районе Ярославской области; левый приток реки Соть.
Сельские населённые пункты около реки: Анисимцево, Поддубново, Черново, Высоково, Понизовки; напротив устья уже Даниловский район.